# Giải bóng đá U-21 Quốc tế Báo Thanh Niên 2018
Giải bóng đá U21 Quốc tế báo Thanh niên 2018 (tên tiếng Anh: International U21 Football Tournament - Vietnam Youth Newspaper 2018) là giải bóng đá giao hữu quốc tế thường niên lần thứ 12 của giải giải bóng đá U21 Quốc tế báo Thanh niên, do báo Thanh Niên kết hợp với Liên đoàn Bóng đá Việt Nam (VFF) tổ chức, diễn ra từ ngày 12 tháng 12 đến ngày 18 tháng 12 năm 2018.

## Địa điểm thi đấu
Tất cả các trận đấu diễn ra trên Sân vận động Tự Do tại Thành phố Huế, tỉnh Thừa Thiên-Huế.
| Thành phố Huế      |
| ------------------ |
| Sân vận động Tự Do |
| Sức chứa: 25,000   |
|                    |

## Thành phần tham dự
Có 4 đội tham dự bao gồm:
| Số thứ tự | Đội bóng                    | Liên đoàn | Huấn luyện viên | Đội trưởng                |
| --------- | --------------------------- | --------- | --------------- | ------------------------- |
| 1         | U21 Báo Thanh niên Việt Nam | Việt Nam  | Hoàng Hùng      | Hồ Tấn Tài                |
| 2         | U21 Myanmar                 | Myanmar   | Kyi Lwin        | Soe Arkar                 |
| 3         | U21 Malaysia                | Malaysia  | Ong Kim Swee    | Nik Akif Syahiran Nik Mat |
| 4         | U21 Gimhae CFC              | Hàn Quốc  | Park Huyn Yong  | Choo Deok Hyun            |

## Trọng tài
- Các Trọng tài:
  -  Hoàng Ngọc Hà
  -  Hoàng Anh Tuấn
  -  Trần Thanh Liêm
  -  Nguyễn Trung Hậu
  -  Nathan Chang Rong De
  -  Abdul Hanna Bin Abdul Haim
  -  Pattaraphong Kijsathit
  -  Teetichai Nualjan

## Vòng bảng
Có 4 đội bóng tham dự năm 2018. Các đội bóng thi đấu vòng tròn một lượt để tính điểm xếp hạng. Hai đội đứng đầu bảng thi đấu trận chung kết để xác định đội vô địch. Trong khi đó, hai đội đứng thứ ba và thứ tư sẽ tranh giải ba. Các trận tranh hạng ba và tranh chức vô địch nếu sau thời gian 90 phút thi đấu chính mà kết quả hòa sẽ phải đá luân lưu 11m để xác định đội thắng cuộc. Tất cả thời gian là giờ địa phương tại nơi diễn ra trận đấu.
| VT | Đội                         | ST | T | H | B | BT | BB | HS | Đ | Giành quyền tham dự |
| -- | --------------------------- | -- | - | - | - | -- | -- | -- | - | ------------------- |
| 1  | U21 Báo Thanh niên Việt Nam | 3  | 3 | 0 | 0 | 10 | 3  | +7 | 9 | Chung kết           |
| 2  | U21 Myanmar                 | 3  | 1 | 0 | 2 | 5  | 6  | −1 | 3 | Chung kết           |
| 3  | U21 Malaysia                | 3  | 1 | 0 | 2 | 2  | 5  | −3 | 3 | Tranh hạng ba       |
| 4  | U21 Gimhae CFC              | 3  | 1 | 0 | 2 | 1  | 4  | −3 | 3 | Tranh hạng ba       |

| U21 Malaysia                | 1–0              | U21 Gimhae CFC |
| --------------------------- | ---------------- | -------------- |
| Mohd Faisal Abdul Halim 88' | Youtube Chi tiết |                |

| U21 Báo Thanh niên Việt Nam                                                     | 5–2              | U21 Myanmar                              |
| ------------------------------------------------------------------------------- | ---------------- | ---------------------------------------- |
| Lê Văn Xuân 34' · Tống Anh Tỷ 38' · Đinh Thanh Bình 56', 71' · Trần Đức Nam 59' | Youtube Chi tiết | Win Naing Tun 19' · Myat Kaung Khant 22' |

| U21 Gimhae CFC    | 1–0              | U21 Myanmar |
| ----------------- | ---------------- | ----------- |
| Kim Gyeong Gu 65' | Youtube Chi tiết |             |

| U21 Malaysia             | 1–2              | U21 Báo Thanh niên Việt Nam                     |
| ------------------------ | ---------------- | ----------------------------------------------- |
| Nik Azli Nik Alias 90+2' | Youtube Chi tiết | Đinh Thanh Bình 11' (ph.đ.) · Ngô Tùng Quốc 44' |

| U21 Myanmar                                | 3–0              | U21 Malaysia             |
| ------------------------------------------ | ---------------- | ------------------------ |
| Zin Min Tun 48', 90+4' · Win Naing Tun 69' | Youtube Chi tiết | Shivan Pilay Asokabn 63' |

| U21 Báo Thanh niên Việt Nam                                             | 3–0              | U21 Gimhae CFC |
| ----------------------------------------------------------------------- | ---------------- | -------------- |
| Phan Thanh Hậu 23' · Nguyễn Đoàn Trung Nhân 45+1' · Đinh Thanh Bình 89' | Youtube Chi tiết |                |

## Tranh hạng ba
| U21 Malaysia            | 2–0            | U21 Gimhae CFC |
| ----------------------- | -------------- | -------------- |
| Ariusdius Jais 20', 70' | Video Chi tiết |                |

## Trận chung kết
| U21 Báo Thanh niên Việt Nam                                                              | 2–2            | U21 Myanmar                                                          |
| ---------------------------------------------------------------------------------------- | -------------- | -------------------------------------------------------------------- |
| Trần Đức Nam 45', 64'                                                                    | Video Chi tiết | Win Naing Tun 27' · Soe Lwin Lwin 54'                                |
| Loạt sút luân lưu                                                                        |                |                                                                      |
| Nguyễn Thành Chung · Nguyễn Thành Lộc · Ngô Tùng Quốc · Lương Hoàng Nam · Huỳnh Tấn Sinh | 5–3            | Soe Moe Kyaw · Soe Lwin Lwin · Myat Kaung Khant · Phone Thit Sar Min |

### Vô địch
| Vô địch Giải bóng đá U-21 Quốc tế báo Thanh niên 2018 U21 Báo Thanh niên Việt Nam Lần thứ 4 |

## Cầu thủ ghi bàn
Tính đến ngày 18 tháng 12 năm 2018
4 bàn
- Đinh Thanh Bình (U21 Việt Nam)

3 bàn
- Trần Đức Nam (U21 Việt Nam)
- Win Naing Tun (U21 Myanmar)

2 bàn
- Zin Min Tun (U21 Myanmar)
- Arius Dius Jais (U21 Malaysia)

1 bàn
- Phan Thanh Hậu (U21 Việt Nam)
- Nguyễn Đoàn Trung Nhân (U21 Việt Nam)
- Ngô Tùng Quốc (U21 Việt Nam)
- Lê Văn Xuân (U21 Việt Nam)
- Tống Anh Tỷ (U21 Việt Nam)
- Myat Kaung Khant (U21 Myanmar)
- Soe Lwin Lwin (U21 Myanmar)
- Mohd Faisal Abdul Halim (U21 Malaysia)
- Nik Azli Nik Alias (U21 Malaysia)
- Kim Gyeong Gu (U21 Gimhae CFC)

## Kết quả chung cuộc
- Đội vô địch:  U21 Báo Thanh niên Việt Nam (12.000 USD)
- Đội á quân:  U21 Myanmar (7.000 USD)
- Đội hạng ba:  U21 Malaysia (5.000 USD)
- Đội đoạt giải phong cách:  U21 Gimhae CFC (3.000 USD)
- Cầu thủ ghi nhiều bàn thắng nhất: Đinh Thanh Bình (U.21 Việt Nam) với 4 bàn thắng (500 USD)
- Thủ môn xuất sắc: Nguyễn Thanh Tuấn (U.21 Vệt Nam) (500 USD)
- Cầu thủ Việt Nam xuất sắc nhất: Đinh Thanh Bình (U.21 Việt Nam) (500 USD)
- Cầu thủ xuất sắc nhất giải: Win Naing Tun (U.21 Myanmar) (500 USD).

## Truyền hình
- Đài phát thanh và truyền hình Thừa Thiên Huế, VTV6, HTV thể thao, SCTV 15, Thanh Niên media, Youtube thể thao 360.

## Nhà tài trợ
- Giải U.21 quốc tế 2018 có các nhà tài trợ. Nhà tài trợ Vàng: Công ty CP Thương mại và Truyền thông Thời Đại (Sun Group), Nhà tài trợ Vận chuyển: Tổng Công ty Hàng không Việt Nam-Vietnam Airlines, Nhà tài trợ Đồng: Tập đoàn Trung Nguyên Legend, Nhà tài trợ bảo hiểm: Tổng Công ty Cổ phần Bảo Minh cùng các đơn vị tài trợ khác.